# Metzeral
 Metzeral  (en alsacià Matzeràl) és un municipi francès, situat a la regió del Gran Est, al departament de l'Alt Rin. L'any 1999 tenia 1.065 habitants.

## Demografia
| 1962  | 1968  | 1975 | 1982  | 1990  | 1999  |
| ----- | ----- | ---- | ----- | ----- | ----- |
| 1.104 | 1.051 | 989  | 1.006 | 1.041 | 1.065 |

## Administració
| Període   | Identitat       | Partit |
| --------- | --------------- | ------ |
| 1945      | Charles Selig   |        |
| 1945-1965 | Martin Gaebele  |        |
| 1965-1977 | Martin Schickel |        |
| 1977-     | André Kaesser   |        |